# Heilig Kreuz (Geilsheim)

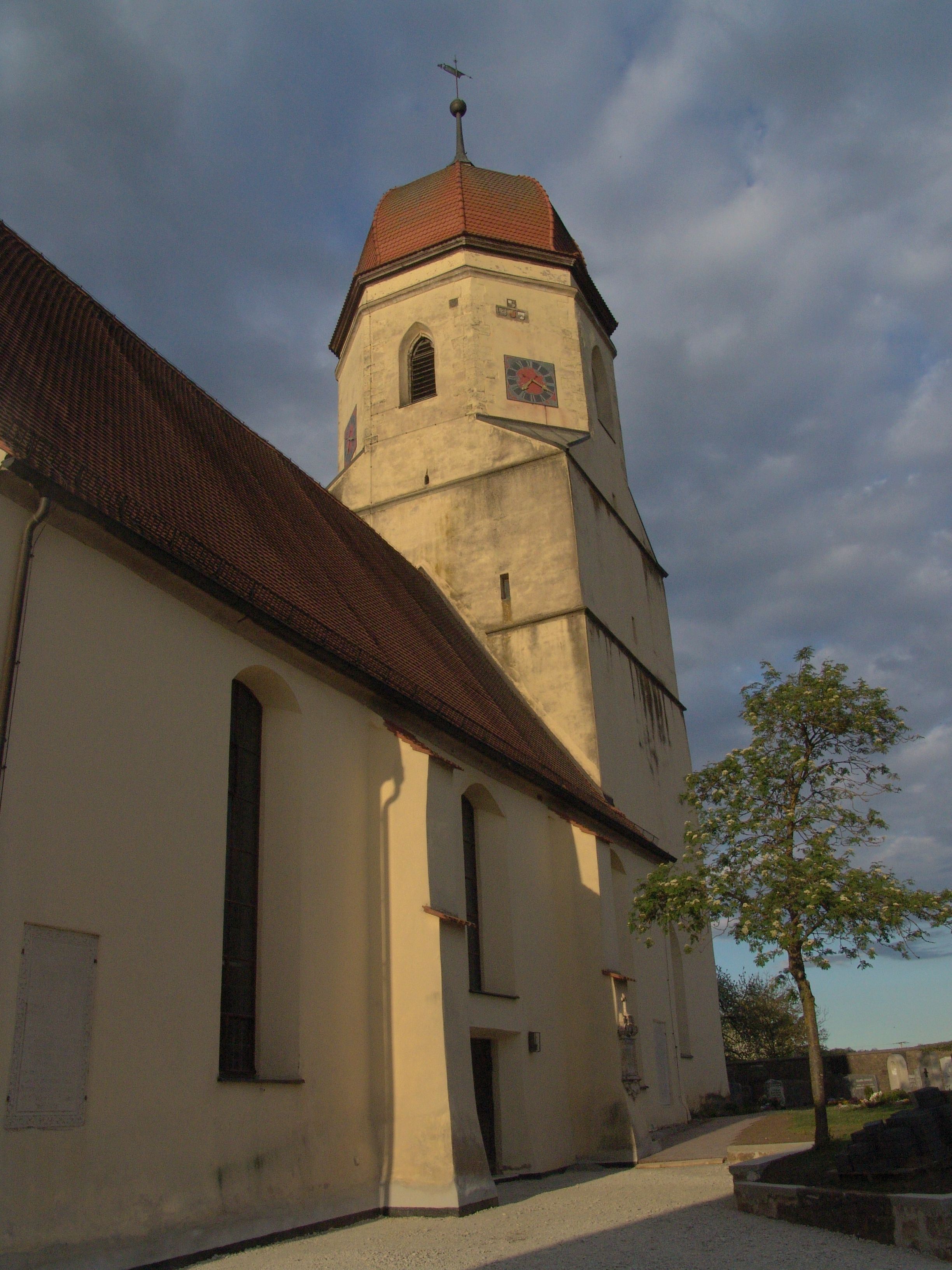
Heilig Kreuz (Geilsheim)

Die evangelische, denkmalgeschützte Pfarrkirche Heilig Kreuz in Geilsheim, einem Gemeindeteil der Stadt Wassertrüdingen im Landkreis Ansbach (Mittelfranken, Bayern). Das Bauwerk ist unter der Denkmalnummer D-5-71-214-79 als Baudenkmal in der Bayerischen Denkmalliste eingetragen. Die Pfarrei gehört zum Dekanat Wassertrüdingen im Kirchenkreis Ansbach-Würzburg der Evangelisch-Lutherischen Kirche in Bayern.

## Beschreibung
Der gotische Chorturm auf quadratischem Grundriss stammt im Kern aus dem 14. Jahrhundert. An ihn wurde am Anfang des 16. Jahrhunderts das Langhaus nach Westen angefügt. Der Chorturm wurde 1727 mit einem achteckigen Geschoss aufgestockt, das die Turmuhr und den Glockenstuhl beherbergt, und mit einer Zwiebelhaube bedeckt. Der Innenraum des Chors, d. h. das Erdgeschoss des Chorturms, ist mit einem Kreuzrippengewölbe überspannt, der des Langhauses mit einer Kassettendecke.